# نوفمبر 2005
نوفمبر 2005 هو الشهر الحادي عشر من عام 2005. بدأ الشهر يوم الثلاثاء، وانتهى يوم الأربعاء بعد 30 يومًا.

## بوابة:أحداث جارية
|  |  |